# Colcarteria carrai
Colcarteria carrai là một loài nhện trong họ Desidae.
Loài này thuộc chi Colcarteria. Colcarteria carrai được miêu tả năm 1992 bởi Gray.